# 独城镇
独城镇，是中华人民共和国江西省宜春市高安市下辖的一个乡镇级行政单位。区域面积105.3平方千米。

## 行政区划
独城镇下辖以下地区：
独城街社区、力山村、木溪村、横江村、南湖村、田心村、三皇村、和溪村、安塘村、独城村、鹿江村、新华村和景东村。